# Myasishchev M-30
Myasishchev M-30 è il progetto di un bombardiere strategico a propulsione nucleare che venne portato avanti negli anni cinquanta dall'OKB-23 di Vladimir Michajlovič Mjasiščev. L'aereo rimase interamente sulla carta.

## Sviluppo
Secondo alcune fonti, l'OKB Myasishchev iniziò a lavorare sul progetto di questo aereo già a partire dal 1953. Tuttavia, nel 1959, in seguito alla cancellazione del bombardiere strategico atomico Myasishchev M-60, molte delle soluzioni tecniche di questo aeromobile furono applicate anche all'M-30.
Comunque, tutti i lavori relativi a velivoli di questo tipo vennero interrotti nel 1961, quando i vertici militari sovietici richiesero l'abbandono delle ricerche sugli aerei a propulsione nucleare, con lo scopo di privilegiare i missili balistici intercontinentali.

## Tecnica
L'M-30 venne progettato in diverse configurazioni. Tutte erano caratterizzate dall'utilizzo di alette canard vicino alla cabina di pilotaggio, e da una formula alare a delta. I motori erano sistemati genericamente sotto o accanto alla fusoliera, e la coda era caratterizzata da una singola o da una doppia deriva.
Il peso al decollo era previsto in 169-170 tonnellate. Di queste:
- 30 tonnellate servivano a proteggere il reattore;
- 38 servivano come rivestimento di protezione alla cabina di pilotaggio;
- 25 erano costituite da litio, utilizzato per il raffreddamento del reattore[2].

I lavori di progettazione erano stati condotti con la collaborazione dell'Istituto per i Reattori Nucleari, e l'impianto propulsivo era stato progettato da Archip Michajlovič Ljul'ka (lo stesso che aveva progettato i motori dell'M-60).